# Elecciones generales de España de 1871
Las elecciones generales de España de 1871 fueron convocadas para el 8 de marzo bajo sufragio universal masculino. Fueron las primeras elecciones celebradas durante el breve reinado de Amadeo I, una vez se había aprobado la Constitución de 1869. Ejercía las funciones de presidente del Consejo de Ministros en el momento Francisco Serrano Domínguez, sucesor político de Juan Prim tras su asesinato. Para aprovechar la división existente entre los partidarios del Antiguo Régimen (carlistas, monárquicos isabelinos, liberales partidarios de Ramón María Narváez), se presentaron juntos el Partido Progresista de Manuel Ruiz Zorrilla, la Unión Liberal de Francisco Serrano y el Partido Democrático de Nicolás María Rivero, encabezados por Serrano. Era una coalición similar a la de las elecciones de 1869.
La oposición estaba formada por los federalistas republicanos de Francisco Pi y Margall, los carlistas y el Partido Moderado de Alejandro Mon. En total fueron elegidos 391 diputados, además de los 11 de Puerto Rico y 18 de Cuba. Fue nombrado Presidente del Congreso de los Diputados el progresista Salustiano de Olózaga, que fue sustituido el 6 de octubre por Práxedes Mateo Sagasta. El presidente del Senado fue Francisco Santa Cruz. 
El gobierno de Serrano duró hasta el 24 de julio, cuando fue sustituido por Ruiz Zorrilla, quien el 5 de octubre fue sustituido por José Malcampo, y este el 12 de diciembre por Práxedes Mateo Sagasta, quien ante la situación política inestable convocará elecciones en abril de 1872.

## Composición del Congreso de los Diputados
| ← Elecciones generales de España, 8 de marzo de 1871 →                                    |         |                              |
| Partido                                                                                   | Escaños | Líder                        |
| Coalición Progresista-Liberal - Partido Progresista - Unión Liberal - Partido Democrático | 235     | Francisco Serrano Domínguez  |
| Partido Republicano Democrático Federal                                                   | 52      | Francisco Pi i Margall       |
| Comunión Católico-Monárquica                                                              | 51      | Cándido Nocedal              |
| Partido Moderado                                                                          | 18      | Alejandro Mon y Menéndez     |
| Partido Conservador                                                                       | 9       | Antonio Cánovas del Castillo |
| Partidarios del Duque de Montpensier                                                      | 7       | Antonio de Orleans           |
| Otros                                                                                     | 19      |                              |